# Атанас Стоянчев
Атанас (Танас) Димитров Стоянчев е български революционер, куриер и селски войвода на Вътрешната македоно-одринска революционна организация.

## Биография
Атанас Стоянчев е роден през 1870 година в ениджевардарското село Цигарево, тогава в Османската империя, днес в Гърция. Присъединява се към ВМОРО и действа като куриер и селски войвода на организацията. Участва в четири сражения заедно с четата на Апостол Петков, после е заловен и осъден от турските власти на една година затвор. Лежи една година и след установяването на новите гръцки власти. Неговият брат е убит като българин. Изселва се и се установява в Несебър.
На 23 март 1943 година, като жител на Несебър, подава молба за българска народна пенсия, която е одобрена и пенсията е отпусната от Министерския съвет на Царство България.